# Salim Nedjel
Salim Nedjel Hammou, né le 5 juin 1972 à Oran, est un ancien joueur de handball international algérien. Il a gagné à plusieurs reprises le Championnat d'Afrique des nations,

## Palmarès
MC Oran
- Championnat d'Algérie  : 1993

US Creteil 
- 2e place du Championnat de France en 2003-2004[3]
- Finaliste de la Coupe de la Ligue en 2003-2004
- Quarts-de-finale de la Coupe d'Europe des vainqueurs de coupe 2003-2004 [4]

## avec l'Équipe d'Algérie
Jeux olympiques
- 10e place aux Jeux olympiques de 1996[5]

Championnats du monde
- 16e place au championnat du monde 1995 ( Islande)
- 17e place au championnat du monde 1997 ( Japon)
- 13e place au championnat du monde 2001 ( France)
- 17e place au championnat du monde 2005 ( Tunisie)

Championnat d'Afrique
- Médaille d'argent au championnat d'Afrique 1994 ( Tunisie)
- Médaille d'argent au championnat d'Afrique 2000 ( Algérie)

Autres
- 7e place aux Jeux méditerranéens de 2001  ( Tunisie)

## Statistiques en championnat de France
| Saison | Ligue    | Equipe               | MJ | Tirs R | Tirs T | %    | 7m R | 7m T | %    | Int | P.Déc. | BP | Avert. | Buts | Eval |
| ------ | -------- | -------------------- | -- | ------ | ------ | ---- | ---- | ---- | ---- | --- | ------ | -- | ------ | ---- | ---- |
| 04-05  | ProLigue | Tremblay             | 24 | 49     | 110    | 44,5 | 49   | 61   | 80,3 | 15  | 6      | 36 | 9      | 98   | 148  |
| 03-04  | LMSL     | Créteil              | 20 | 10     | 28     | 35,7 | 25   | 34   | 73,5 | 4   | 2      | 8  | 2      | 35   | 54   |
| 02-03  | LMSL     | Boulogne-Billancourt | 7  | 29     | 66     | 43,9 | 14   | 17   | 82,4 | 6   | 0      | 18 | 3      | 43   | 58   |
| 01-02  | LMSL     | Boulogne-Billancourt | 26 | 80     | 207    | 38,6 | 69   | 77   | 89,6 | 47  | 1      | 41 | 9      | 149  | 288  |
| 00-01  | LMSL     | Boulogne-Billancourt | 21 | 65     | 153    | 42,5 | 47   | 54   | 87   | 32  | 2      | 26 | 10     | 112  | 223  |